# Carmen Rohrbach

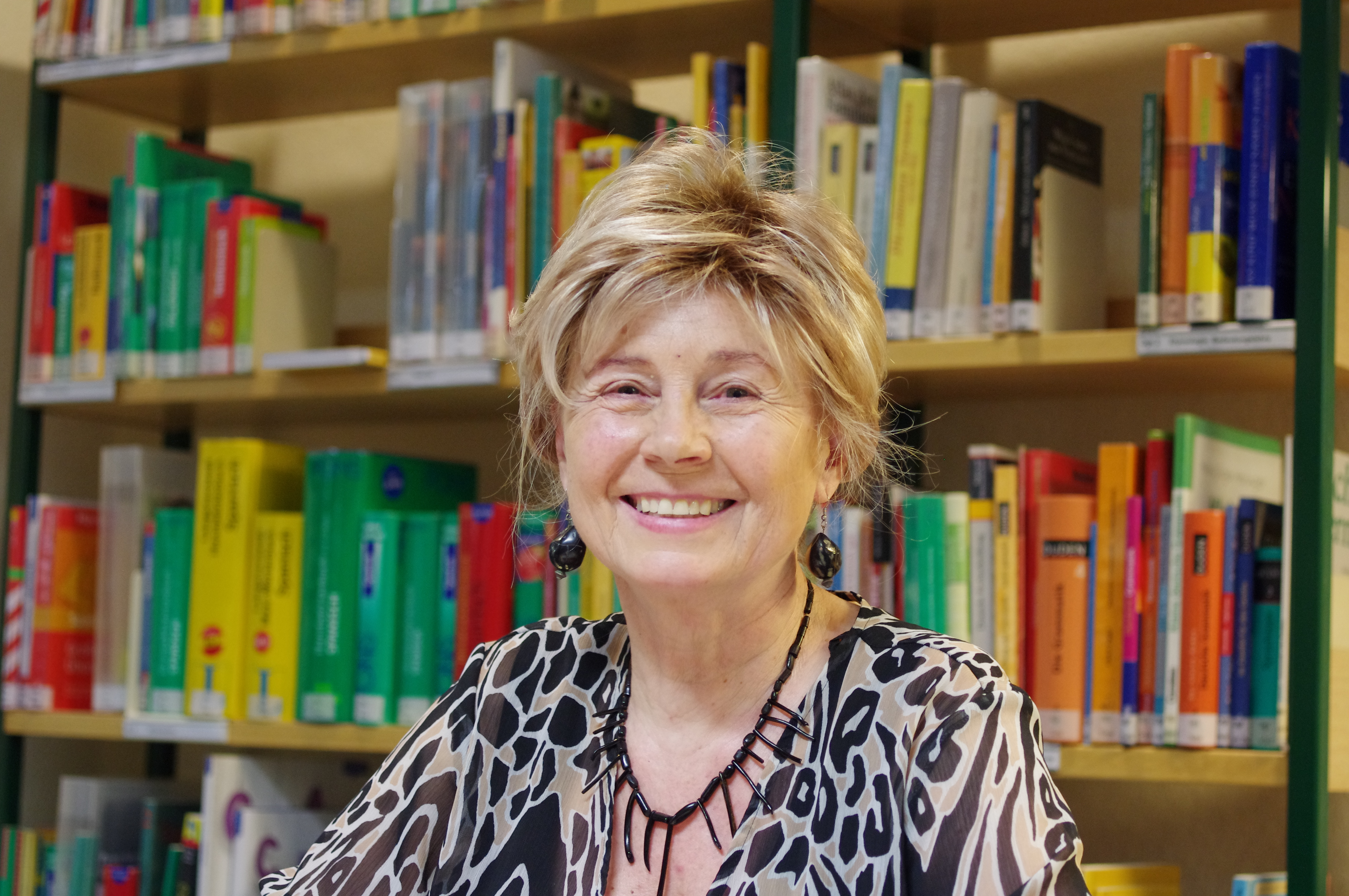
Carmen Rohrbach, Februar 2013 in der Stadtbücherei Schorndorf

Carmen Rohrbach (* 16. Juli 1948 in Bischofswerda) ist eine deutsche Biologin und Reiseschriftstellerin.

## Details
Carmen Rohrbach wurde in Bischofswerda geboren und absolvierte ein Biologiestudium in Greifswald und Leipzig. Bei ihrer Flucht aus der DDR über die Ostsee wurde sie aufgegriffen und musste zwei Jahre ins Gefängnis. Sie wurde 1976 freigekauft und aus der DDR verwiesen. Die Geschichte ihrer Flucht wurde auch von Daniel Haas als Graphic Novel gezeichnet und veröffentlicht; zudem gibt es eine Ausgabe in Blindenschrift.
Nach der Ankunft in der Bundesrepublik Deutschland arbeitete sie am Max-Planck-Institut für Verhaltensphysiologie in Seewiesen bei München über Verhaltensbiologie und wurde dort 1980 zum Thema Untersuchungen zum Bruce-Effekt bei der Wüstenrennmaus promoviert.
Unter anderem erkundete sie das Leben von Meerechsen auf den Galápagos-Inseln und unternahm zahlreiche Expeditionen nach Asien, Afrika, Südamerika und Arabien, worüber sie als Reiseschriftstellerin berichtet. Carmen Rohrbach reist überwiegend solo, bei ihrer Kasachstanreise 2020 begleitete sie ihren Bruder.

## Werke (Auswahl)
- mit Holger Rohrbach: Abenteuer Elbsandsteingebirge. Im Reich der wilden Felsen. Malik, München 2023, ISBN 978-3-89029-565-7[3]
- Wildes Kasachstan. Piper, München 2021, ISBN 978-3-492-40646-8
- Mein Blockhaus in Kanada: Wie ich mir den Traum von Wildnis und Einsamkeit erfüllte. Malik, München 2019
- Im Reich von Isis und Osiris: Eine Nilreise von Abu Simbel bis Alexandria. Malik, München 2010, ISBN 3890297552
- Patagonien: Von Horizont zu Horizont. Frederking & Thaler, München 2008 (Taschenbuchausgabe: Malik 2010)
- Spanien. Vom Jakobsweg bis ins maurische Andalusien; Begegnungen mit der mystischen Vergangenheit. Knaur, München 2006, ISBN 978-3-426-77841-8
- Mongolei: Zu Pferd durch das Land der Winde. Frederking und Thaler, München 2006, ISBN 978-3-89405-668-1
- Namibia: Abenteuerliche Begegnungen mit Menschen, Landschaften und Tieren. Frederking und Thaler, München 2005, ISBN 3-89405-645-2 (mehrere Auflagen)
- Solange ich atme: Dramatische Flucht über die Ostsee ans “Ende der Welt”. Ein Lebensbericht. Frederking und Thaler, München 2003 (zwei Auflagen in 2003)
  - als Comic mit Daniel Haas (Graphik): Solange ich atme : über die Ostsee in die Freiheit. Hinstorff-Verlag, Rostock 2018, ISBN 978-3-505-09761-4 (DNB 1155775406)
  - in Blindenschrift: Leipzig : DZB
- Am grünen Fluss: Isar – eine Wanderung von der Quelle bis zur Mündung. Frederking und Thaler, München 2002, ISBN 978-3-89405-433-5
- Muscheln am Weg: Mit dem Esel auf dem Jakobsweg durch Frankreich. Frederking und Thaler, München 2002, ISBN 3-89405-603-7
- Wandern auf dem Himmelspfad: Eine Frau unterwegs auf dem Jakobsweg durch Frankreich und Spanien. Frederking und Thaler, München 2004 (einmalige, ungekürzte Sonderausgabe der Bände Jakobsweg und Muscheln am Weg), ISBN 3-89405-602-9
- Im Reich der Königin von Saba: Auf Karawanenwegen im Jemen. Frederking und Thaler, München 1999, ISBN 3-89405-396-8
- Inseln aus Feuer und Meer. F. Schneider, München 1988, ISBN 978-3-505-09761-4